# Zentiva
Zentiva este o companie farmaceutică cu sediul în Praga, Republica Cehă. Compania dezvoltă, produce și comercializează o gamă largă de medicamente generice și OTC-uri.
Zentiva are peste 4 500 de angajați în întreaga Europă și deține trei fabrici de producție, în Praga, București și Ankleshwar. În prezent, grupul Zentiva, care în anul 2020 se afla în top 3 companii farmaceutice în funcție de valoare din România, exportă din fabrica românească în țări precum Germania, Marea Britanie, Franța, Italia, Elveția, Rusia și altele. 
Compania este cotată la Bursele de Valori din Praga și Londra, iar Zentiva România este listată la Bursa de Valori București. 

## Istoria Zentiva
Rădăcinile companiei farmaceutice cehe datează din 1488 și sunt legate de Farmacia Black Eagle („U Černého Orla”) situată în centrul orașului Praga: Malá Strana.  În 1857 farmacia a fost cumpărată de Benjamin & Karel Fragner (1824-1886). Planurile sale de extindere au fost începute de fiul său Dr. Karel Fragner (1861-1926) și continuate de Dr. Ing. Jiří Fragner (1900-1977). El, împreună cu fratele său, arhitectul Jaroslav Fragner, au construit și proiectat o nouă fabrică farmaceutică modernă în Dolní Měcholupy, care face parte acum din Praga. Astăzi, sediul central al Zentiva este situat în același loc în care s-a aflat fabrica originală.
Fabrica „Benjamin Fragner” a început să producă medicamente în august 1930. Rentabilitatea sa a fost stabilită pe o bază solidă de substanțe active, cu care a început cercetarea și dezvoltarea intensivă. În timpul celui de-al doilea război mondial, după închiderea universităților cehe în urma ocupației germane, fabrica Fragner a devenit un refugiu pentru mulți specialiști remarcabili. De exemplu, una dintre primele izolări cu succes a penicilinei (BF Mykoin 510) a fost realizată în acest loc.
În 1946 compania este naționalizată de guvernul ceh, iar fabrica și farmacia sunt separate. Fabrica a devenit parte a SPOFA (United Pharmaceutical Enterprises) având 750 de angajați. A fost principalul site farmaceutic din Cehoslovacia de după război. La începutul anilor șaizeci, pentru a satisface cererea crescută de forme de dozare, a fost ridicată problema modernizării fabricii pentru a crește în continuare cantitățile fabricate. Modernizarea a fost finalizată în 1979 și a condus la construirea de noi facilități moderne de producție.
Începând din 1989, compania a trecut printr-o serie de schimbări semnificative la nivel organizațional dar și de proprietar. În 1993, numele companiei a fost schimbat din Léčiva a.s. în Zentiva k.s. Mai târziu în 1998, conducerea Zentiva achiziționează majoritatea acțiunilor și stabilește un nou accent pe medicamentele generice de marcă. În 2003 a fost introdus un nou nume de marcă corporativă: Zentiva CZ s.r.o . În același an, cea mai importantă companie farmaceutică din Slovacia (Slovakofarma) a fost adăugată în portofoliul Zentiva. În 2004, Zentiva este listată la bursele din Praga și Londra. Zentiva s-a extins și în Polonia și Rusia și pe alte piețe din Europa Centrală și de Est. Mai târziu în 2005: Sicomed (cea mai importantă companie producătoare de generice din România, în prezent Zentiva SA) a fost achiziționată și adăugată în portofoliul Zentiva.
La începutul anului 2007, Zentiva și-a sporit activitatea în Ungaria și a achiziționat Eczacibași Generic Pharmaceuticals (producător turc de top). Anul 2008 a marcat achiziția Zentiva de către grupul farmaceutic francez Sanofi care a decis să o transforme în platforma sa europeană de generice. Zentiva a devenit atunci parte a francizei de generice Sanofi.
În 2018, Advent International a cumpărat divizia europeană de generice a companiei Sanofi - Zentiva. Tranzacție în valoare totală de 1.919 miliarde €. Zentiva, cu sprijinul Advent International, unul dintre cele mai mari fonduri de investiții de capital privat din lume, a devenit independentă.
După achiziția de către Advent International, Zentiva a intrat într-o serie rapidă de achiziții pentru a-și consolida poziția pe piața de generice și OTC-uri, în Europa și în afara ei. În aprilie 2019, Zentiva a achiziționat Creo Pharmaceuticals, o filială a companiei Amneal Pharmaceuticals din SUA, cu sediul în Marea Britanie din 2013. Urmată, în mai, de Solacium, compania farmaceutică din România, prin a cărei achiziție și-a extins atât amprenta de generice, cât și pe cea de OTC-uri.

## Istoricul achizițiilor
- 1857: Farmacia Black Eagle este cumpărată de Benjamin & Karel Fragner
- 1946 : Farmacia și fabrica sunt separate
- 2003: Achiziționarea Slovakofarma
- 2005: Achiziționarea Sicomed
- 2007 : Zentiva achiziționează Eczacibași Generic Pharmaceuticals
- 2008: Sanofi achiziționează Zentiva
- 2018: Advent International achiziționează Zentiva
- 2019: 
  - Aprilie: achiziționarea Creo Pharmaceuticals
  - Mai: achiziționarea Solacium Pharmaceuticals
  - Septembrie: semnarea unui acord de achiziție a fabricii din Ankleshwar, India
  - Octombrie: semnarea unui acord definitiv pentru achiziționarea afacerii Alvogen din Europa Centrală și de Est
- 2020: 
  - Aprilie: achiziționarea afacerii Alvogen din Europa Centală și de Est[13]
  - Mai: achiziționarea unei fabrici de producție în Ankleshwar, India[14]